# 御国野町御着
御国野町御着（みくにのちょうごちゃく）は、兵庫県姫路市の大字。郵便番号は671-0232。

## 地理
姫路市街地東部、御国野地区の南部に位置する。御国野地区の中心部であり、地内には公共施設が集中している。南北に国道312号、東西に国道2号が通り、その南では西日本旅客鉄道山陽本線と山陽新幹線が並行している。山陽新幹線の南側にはいくつか工場が林立している。
北で御国野町国分寺、北東で御国野町深志野、東で別所町佐土、南で四郷町本郷、南西で四郷町上鈴、西で御国野町西御着と接する。
かつて御着城が置かれていた場所であった。地内の東に流れている天川の左岸には御着城跡があり、その南には都市景観重要建築物など古い町並みが残っている。文政12年ころ、西国街道に架けられた石造太鼓橋の天川橋が存在していたが、1973年（昭和48年）ころに天川の洪水で橋が倒壊した。

## 歴史
- 1889年（明治22年）4月1日 - 町村制施行より、飾東郡御着村が他2村と合併して御国野村が成立。旧御着村域は大字御着となる。
- 1896年（明治29年）4月1日 - 飾東郡と飾西郡の合併により、大字御着は飾磨郡に属する。
- 1955年（昭和30年） - 大字御着の一部を大字西御着として分割。
- 1957年（昭和32年）10月1日 - 御国野村が姫路市に編入され、大字御着は御国野町御着となる。

## 世帯数と人口
2021年（令和3年）12月31日現在の世帯数と人口は以下の通りである。
| 丁目         | 世帯数    | 人口    |
| ------------ | --------- | ------- |
| 御国野町御着 | 1,494世帯 | 3,428人 |

## 小・中学校の学区
市立小・中学校に通う場合、学区は以下の通りとなる。
| 番地 | 小学校               | 中学校           |
| ---- | -------------------- | ---------------- |
| 全域 | 姫路市立御国野小学校 | 姫路市立東中学校 |

## 交通

### 鉄道
- 西日本旅客鉄道（JR西日本）
  - 山陽本線 : 御着駅

### 道路
- 国道2号
- 国道312号
- 兵庫県道396号豊富御国野線
- 兵庫県道397号花田御着停車場線

## 施設

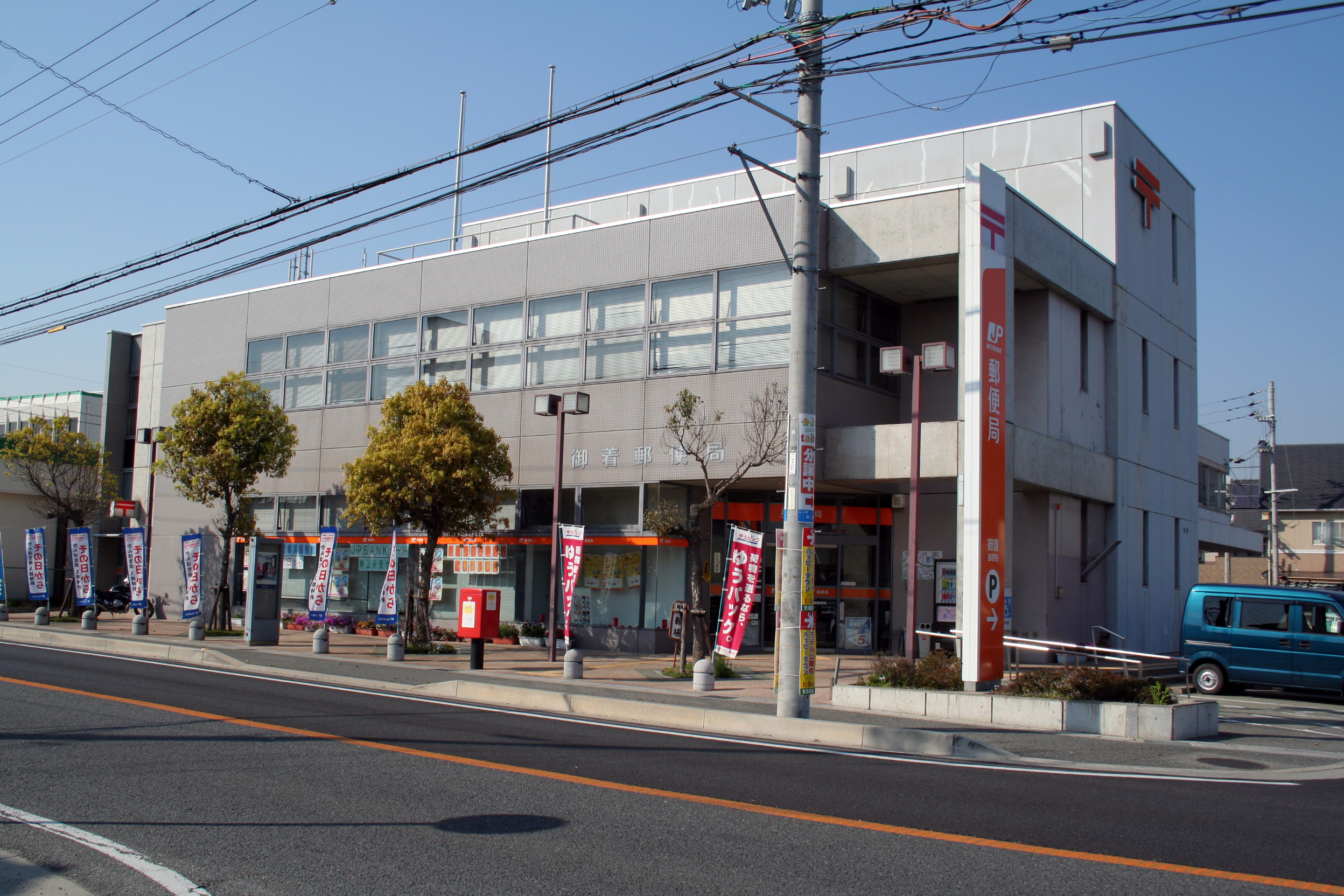
御着郵便局

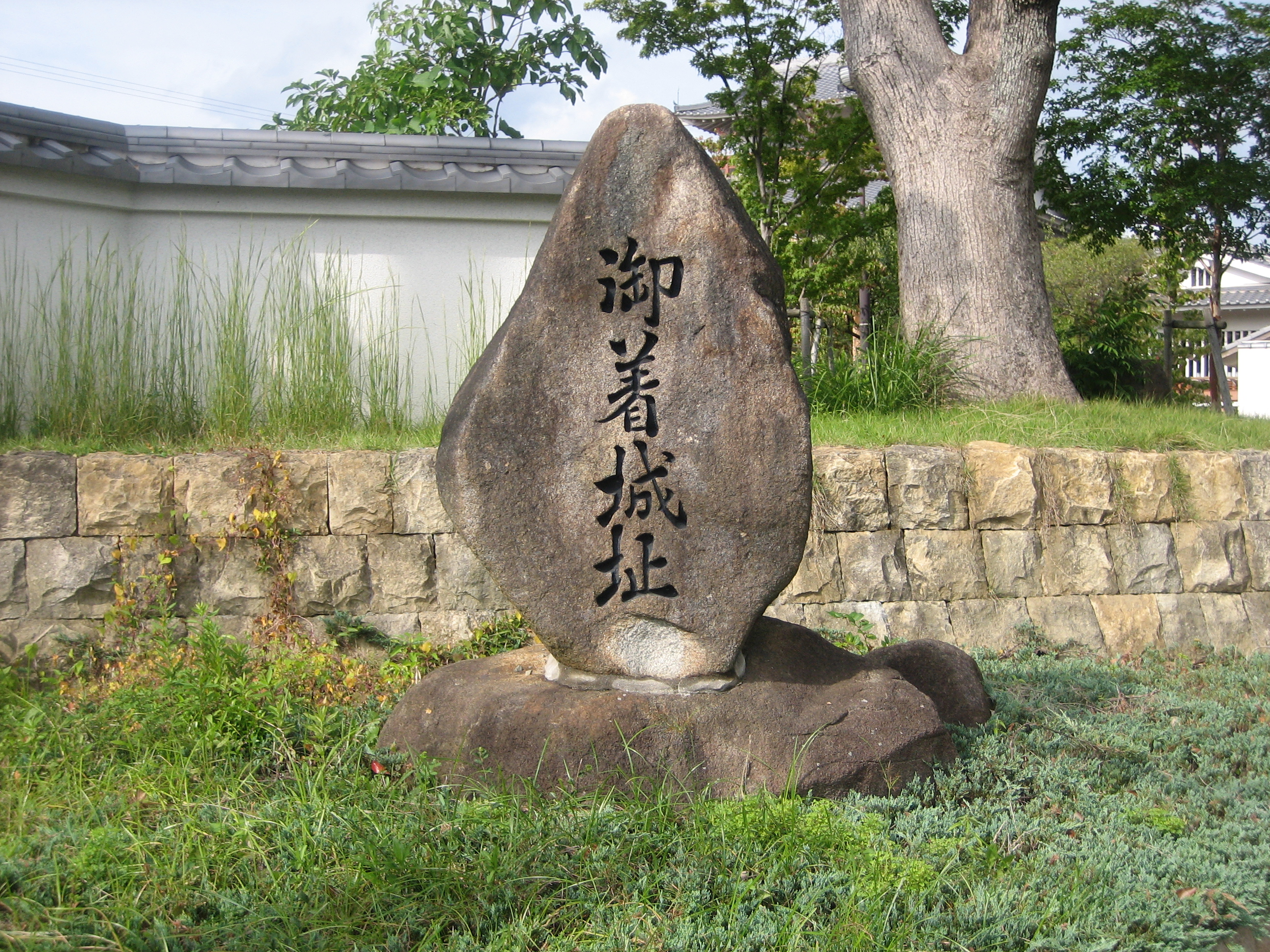
御着城址

- 姫路市役所東出張所
- 姫路市立御国野小学校
- 姫路市立御国野幼稚園
- 姫路市立保育所御着保育所
- 姫路市立図書館東分館
- 姫路市立御国野公民館
- 宗教法人延命寺 延命保育園
- 御着郵便局
- ファミリーマート姫路御国野店
- 御着南山公園
- 御着城跡公園
- 徳證寺
- 法華寺
- 延命寺